# 小田敏充
小田 敏充（おだ としみつ、1979年4月23日 - ）は、日本の声優、舞台俳優。アミューズメントメディア総合学院声優学科卒業。石川県小松市出身。

## 来歴
アミューズメントメディア総合学院大阪校声優タレント科1期生、B・A・Oマスコミ講座、映像テクノアカデミア声優科卒業。以前はぷろだくしょんバオバブ、劇団すごろくに所属していた。

## 人物
趣味はおいしいラーメン屋に行く、恵比寿のお店に行くこと、歩くこと、テレビでスポーツ観戦、球技全般、ウラ技全般。

## 出演
太字はメインキャラクター。

### テレビアニメ
2006年
- クレヨンしんちゃん（2006年 - 2021年、男C、司会者、盗賊A、店員A、係員 他）
- ラブゲッCHU 〜ミラクル声優白書〜（忍者）

2007年
- あたしンち（2007年 - 2008年、配達員、ちんどん屋さんB、御者、店員、探検隊 他）
- もやしもん（2007年 - 2012年、自治寮レジスタンス、上級生E、従業員、寮生A、メンバーA、レジスタンスA） - 2シリーズ

2008年
- ドラえもん（テレビ朝日版第2期）（2008年 - 2020年、男、おじいさん、浦島太郎）
- 二十面相の娘（美甘正次）
- 忍たま乱太郎（2008年 - 2025年、航、間切〈2代目〉、久々知兵助 他）

2009年
- ご姉弟物語（2009年 - 2010年、警察官、衛生局職員B、近藤）
- ジャングル大帝 -勇気が未来をかえる-（作業員）
- 名探偵コナン（2009年 - 2025年、警官、周防時計技師、楠本一哉、蛭川卓司、黒背広の男 他）

2010年
- ひめチェン!おとぎちっくアイドル リルぷりっ（トビウオマン、MIKE、ヒカル、オオカミ）

2011年
- THE IDOLM@STER（スタッフB）
- 西武鉄道駅員タコちゃん（メダカ）

2012年
- エリアの騎士（坂本修二、キーパー）

2013年
- がんばれ!おでんくん（2013年 - 2014年、フランクフルト、あつあげ先生、はんぺんくん 他）

2014年
- 猫のダヤン（2014年 - 2018年、イワン） - 4シリーズ

2015年
- ナルどマ（ロクさん、ナレーション、客）

2016年
- バッテリー（原田広）

2017年
- SHADOW OF LAFFANDOR ラファンドール国物語 〜FANTASY PICTURE STORY〜（ジェン）

2019年
- パズドラ（コーチB）

2022年
- 名探偵コナン 本庁の刑事恋物語〜結婚前夜〜（刑事）
- 名探偵コナン ゼロの日常（山岸）

### 劇場アニメ
2009年
- クレヨンしんちゃん オタケベ!カスカベ野生王国（SKBEボーイズ）

2010年
- 宇宙ショーへようこそ（小山健一）
- クレヨンしんちゃん 超時空!嵐を呼ぶオラの花嫁（メケメケ団員）
- 名探偵コナン 天空の難破船（若い研究員）

2012年
- スクライド オルタレイション QUAN（ダース）
- やなせたかしシアター ハルのふえ（弟子B）

2014年
- クレヨンしんちゃん ガチンコ!逆襲のロボとーちゃん（生ビール親父）

2015年
- 名探偵コナン 業火の向日葵（司会者）

2019年
- ダヤンとジタン（イワン）

2024年
- 劇場版 忍たま乱太郎 ドクタケ忍者隊最強の軍師（久々知兵助）

### OVA
- 装甲騎兵ボトムズ 幻影篇（2010年、シュガル・バートラー）
- 装甲騎兵ボトムズ 孤影再び（2011年）
- 名探偵コナン KID in TRAP ISLAND（2010年、中森警部の部下）

### Webアニメ
- 名探偵コナン vs Wooo（2011年、コメンテーター）

### ゲーム
- クレヨンしんちゃん 嵐を呼ぶ ねんどろろ〜ん大変身!（2009年、アララ）
- 加奈 〜いもうと〜（PlayStation Portable版）（2010年、サブキャラクター）
- 忍たま乱太郎（2010年 - 2017年、久々知兵助[9]） - 2作品[一覧 3]
- 越えざるは紅い花〜大河は未来を紡ぐ〜（2014年、セフ[10]）
- 雷子（2015年、李典）
- 罪喰い 〜千の呪い、千の祈り〜（2016年、千夜[11]）
- 東京放課後サモナーズ（2017年、主人公〈ボイス5 / 2代目〉[12] 他）
- Summer Pockets（2018年）
- Summer Pockets REFLECTION BLUE（2020年）
- 箱庭開拓 ハムスターと太陽の里（2024年）

### ドラマCD
- 忍たま乱太郎 ドラマCD シリーズ（2009年 -  2015年、久々知兵助） - 5作品[一覧 4]

### BLCD
- 〜学園エンペラー〜 愛してみやがれ!!（親衛隊1）
- 咎狗の血 ANOTHER STORY〜RIN

### 吹き替え

#### 映画
- イコン -ICON-
- 恋人まで1%（ダニエル〈マイルズ・テラー〉）
- チアリーダー忍者
- ディノシャーク（ルイス〈アーロン・ディアズ〉）
- ディレクターズ・ラボラトリー

#### ドラマ
- ゲット・リアル
- ケンパーク（テート）
- ハイスクール・ウルフ
- 花ざかりの君たちへ 〜花様少年少女〜（天王寺恵）

### 舞台
- 暁じゅてーむ
- 悪魂ローリングストーン〜欲望に翻弄されるたぁダラすねえ!〜
- 朝風
- うるさ方
- ETERNAL BLUE
- 陽炎・稲妻・水の月
- 風光る
- 再会〜落日の花火〜
- シバラク!
- 眠れぬ夜のアリス
- 残り香
- 平屋騒乱記 須原屋解体新書殺人事件
- 平屋騒乱記2〜那須湯煙の里慕情地獄極楽変〜
- 再びの…
- 星合ひの空
- 約束〜不思議小町捕物帳〜
- 誘因〜黄昏に君を思う〜
- リーディングシアター『トンボの眼』（ギンヤ）
- リーディングシアター『ホス探へようこそ episode2』（孔雀）
- リーディングシアター『ホス探へようこそ  FINAL』（孔雀）

### シリーズ一覧
1. ↑  第1期（2007年）、第2期『リターンズ』（2012年）
2. ↑  第1期（2014年 - 2015年）、第2期『日本へ行く』（2015年）、第3期『ふしぎ劇場』（2016年 - 2017年）、第4期（2017年 - 2018年）
3. ↑  『学年対抗戦パズル！の段』（2010年）[9]、『ふっとびパズル！の段』（2015年 - 2017年）
4. ↑  『二の段』（2009年）、『火薬委員会の段』（2011年）、『五年生の段』（2013年）、『い組の段～上巻～』（2014年）、『い組の段〜中巻〜』（2015年）

### 初出話一覧
1. ↑  33シリーズ 第9話初出
2. ↑  第1171話初出
3. ↑  第545話初出
4. ↑  第633話初出
5. ↑  第794話初出
6. ↑  第884話初出
7. ↑  第1080話初出